# Carmelo Pagano
Carmelo Pagano (Palermo, 10 settembre 1946) è un cantante e compositore italiano.

## Biografia
Figlio di un fioraio, appassionato di musica fin da bambino, Carmelo Pagano impara da autodidatta a suonare il pianoforte, la fisarmonica e la chitarra; inizia a studiare da elettrotecnico, ma contemporaneamente forma un complesso con alcuni amici, con cui inizia ad esibirsi in tutta la Sicilia presentando canzoni dei Beatles e dei Rolling Stones.
Partecipa ad alcuni concorsi canori come cantante solista, vincendone uno nel 1965, Le ugole verdi.
Nel 1966 partecipa al Festival degli sconosciuti di Ariccia: arriva secondo, ottenendo un contratto discografico con la RCA Italiana grazie a Teddy Reno che decide di fargli da manager.

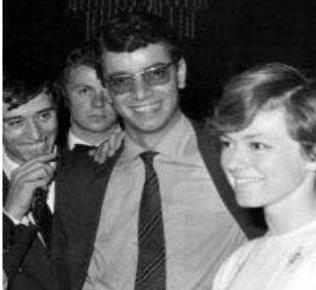
Carmelo Pagano e Rita Pavone al Festival delle Rose 1966

Pochi mesi dopo vince la terza edizione del Festival delle Rose 1966 con L'amore se ne va , in coppia con Luisa Casali, e battendo artisti noti come Jimmy Fontana, i Pooh (che presentano Brennero '66), Don Backy, Little Tony, Paul Anka, Lucio Dalla (al quale viene assegnato, ex aequo con lui, il premio della critica dei giornalisti), Nicola Di Bari, Gabriella Ferri, Jimmy Fontana, Al Bano, Pino Donaggio, I Nomadi e il favorito Gianni Morandi, che presenta C'era un ragazzo che come me amava i Beatles e i Rolling Stones. La canzone diventa un successo internazionale grazie a Dusty Springfield che la incide in inglese con il titolo Give Me Time. Nello stesso anno Pagano partecipa con successo al Festival della canzone invernale di Torino.
Nel 1967 l'artista prende parte al Festival di Sanremo, presentando in coppia con Roberta Amadei il brano Devi aver fiducia in me , che non si qualifica per la serata finale. Nello stesso anno partecipa al Cantagiro con Va (sul retro del 45 giri vi è Vivrò, versione in italiano di My Prayer dei Platters), ed incide la canzone Il giorno tutto giusto, scritta dal maestro Bruno Canfora e contenuta nella colonna sonora del film Spia spione, con Lando Buzzanca.
Molte sono le sue apparizioni televisive in questo periodo; rilevanti soprattutto quelle a Settevoci, il noto programma musicale condotto da Pippo Baudo, e quella a Il signore ha suonato?, condotto dal maestro Enrico Simonetti.

Locandina pubblicitaria dell'RCA

Sempre al 1967 risale la sua partecipazione a Soldati e capelloni, film di Ettore Maria Fizzarotti con Peppino De Filippo e Aroldo Tieri e a Vendo cara la pelle, sempre di Fizzarotti, con Lia Zoppelli, Gianni Agus e Fiorenzo Fiorentini.
Passa poi all'Ariston Records, dove tra le altre incide una canzone scritta per lui da Umberto Bindi, Mi hai dato un'anima, e pubblica il 33 giri Melodie eterne .
Si iscrive alla S.I.A.E. con lo pseudonimo Victor Pagano per ragioni di omonimia ed inizia a collaborare con il paroliere Giuseppe Cassia, con cui scrive alcune canzoni per Rita Pavone (tra cui Magari poco ma ti amo); cambia quindi etichetta, passando prima alla Beat Records Company di Franco De Gemini e poi alla Picci, l'etichetta dello stesso Cassia, per cui incide nel 1972 Io non vivrò/Tu sei lì che mi aspetti, in collaborazione con l'orchestra del maestro Giacomo Dell'Orso.
Continua ad incidere le sue canzoni, ma contemporaneamente compone musiche per alcuni programmi televisivi della Rai.
All'inizio degli anni '70 inizia la crisi musicale per i cantanti e complessi degli anni '60 più o meno famosi. Nel 1973  per gravi ragioni familiari è costretto ad allontanarsi dal mondo musicale, pur continuando ogni tanto ad esibirsi dal vivo.
Nel 2008, dopo alcuni anni di inattività, pubblica un album contenente un'intensa rivisitazione di Bugiarda e incosciente, successo di Mina (versione in italiano di La tieta di Joan Manuel Serrat), la reincisione de L'amore se ne va e due sue nuove canzoni, Questo amore e Il fine settimana.
All'inizio del 2011 con i suoi concerti porta avanti un suo progetto tra "Pop & Swing" che consiste in un viaggio musicale nel tempo con brani che vanno dagli anni '40 ad oggi (di Fred Buscaglione, Adriano Celentano, Sergio Caputo, Natalino Otto, Bruno Martino, Domenico Modugno, Lucio Battisti, Mina, Lucio Dalla, Nicola Arigliano, Gino Paoli, Raphael Gualazzi, Pino Daniele, Andrea Bocelli ed altri). Tutti i brani rielaborati ed arrangiati dallo stesso Carmelo Pagano.
Il 9 dicembre 2011 ritorna in televisione, partecipando a I migliori anni, il programma condotto da Carlo Conti su Raiuno, presentando L'amore se ne va.

## Discografia

### 33 giri
|  | 1968 - Melodie eterne (Ariston Records, Ar 11001) |

### 45 giri
- 1966 - L'amore se ne va/Questa volta (RCA/Sconosciuti, SN 1002)
- 1967 - Il giorno tutto giusto/Tema dal film Spia spione (RCA/Sconosciuti, SN 1004; il lato B è eseguito dal maestro Bruno Canfora e dalla sua orchestra)
- 1967 - Devi avere fiducia in me/Il giorno tutto giusto (RCA/Sconosciuti, SN 1005)
- 1967 - Va/Vivrò (RCA Italiana, PM 3415)
- 1968 - Torna con me/Tema dal "Concerto di Varsavia" (RCA Italiana, PM 3429)
- 1968 - Il mio amore vivrà/Mi hai dato un'anima (Ariston Records, Ar 0283)
- 1969 - Chi vede te/La notte del sì (Ariston Records, Ar 0325)
- 1970 - Magia/Un amore per i miei sogni (Jet, JT 4024)
- 1971 - Ad un tratto impazzirei/Ehi, guardami un po' (Beat Records Company, BA 1002)
- 1972 - Io non vivrò/Tu sei lì che mi aspetti (Picci, LG 3011)

### CD
|  | 2008 - Ricomincio da...prima (autoproduzione) |